# Čchoi Mjong-hun
Čchoi Mjong-hun (korejsky: 최명훈, Choi Myung-hoon, narozen 12. května 1975) je profesionální hráč go.

## Biografie
Čchoi se stal 9. danem v roce 2004. V roce 2000 vyhrál svůj první titul, LG Refined Oil Cup.

## Tituly
| Titul              | Rok  |
| ------------------ | ---- |
| Zrušený            | 1    |
| LG Refined Oil Cup | 2000 |